# 104 (număr)
104 (o sută patru) este numărul natural care urmează după 103 și precede pe 105.

## În matematică
Este un număr abundent.
104 este un număr semiperfect primitiv și un număr compus, divizorii săi fiind 1, 2, 4, 8, 13, 26, 52 și 104. Deoarece are 8 divizori în total, iar 8 este unul dintre acești divizori, 104 este un număr refactorabil. Cu 105 formează o pereche Ruth-Aaron după prima definiție.
Este un număr practic.

## În știință
- Este numărul atomic al rutherfordiului.
- Numărul de grade Fahrenheit corespunzător temperaturii de 40°C (Celsius).

### Astronomie
- NGC 104, 47 Tucanae sau Caldwell 106, un roi globular din constelația Tucanul, situat în Calea Lactee.
- Messier 104, M104 sau Galaxia Sombrero, o galaxie spirală.
- 104 Klymene, o planetă minoră, un asteroid din centura principală.
- 104P/Kowal (Kowal 2), o cometă.

## Alte domenii
- Este numărul de coloane corintice din Templul lui Zeus din Olympia, cel mai mare templu construit vreodată în Grecia.
- Este numărul de tunuri de pe HMS Victory, Nava-amiral a lui Horatio Nelson.
- Este numărul de taste de pe o tastatură Windows standard.
- Este numărul de simfonii numerotate scrise de Joseph Haydn.
- Cent Quatre, un centru de artă din Paris.
- UFC 104 , arte marțiale mixte.
- drumuri - New Brunswick Route 104, New York State Route 104, Puerto Rico Highway 104, A104, etc.